# Ханс Милд
Ханс Јалмар „Ћале” Милд (швед. Hans Hjalmar "Tjalle" Mild; Стокхолм, 31. јул 1934 — Стокхолм, 23. децембар 2007) био је један од најсвестранијих шведски спортиста који се током спортске каријере активно бавио фудбалом, хокејом на леду и бандијем. Био је један од тек 12 шведских спортиста који је представљао своју земљу на међународним такмичењима и у хокеју и у фудбалу, те један од тек неколико њих који је успео да у оба спорта освоји титуле националног првака. Као хокејаш играо је на позицијама левокрилног нападача, док је фудбалску каријеру градио играјући на позицијама одбрамбеног играча. 

## Биографија
Хокејашку каријеру започео је 1954. у екипи Јевлеа али је већ наредне сезоне прешао у тим Јургордена у чијем дресу је освојио чак шест титула националног првака (1957/58, 1958/59, 1959/60, 1960/61, 1961/62. и 1963/64), а хокејашку каријеру завршио је у редовима стокхолмског Хамарбија. Године 1963. уврштен је у идеалну поставу шведског првенства. За хокејашку репрезентацију Шведске играо је од 1955. до 1964. и у том периоду одиграо је 63 утакмице. Са хокејашком репрезентацијом освојио је сребрне медаље на ЗОИ 1964. у аустријском Инзбруку и на светском првенству 1963. чији домаћин је била шведска престоница Стокхолм. Уврштен је и у идеалну поставу светског првенства 1963. године. 
Паралелно са хокејашком градио је и фудбалску каријеру, а као фудбалер највеће успехе остварио је играјући за фудбалску секцију Јургордена са којом је освојио и две титуле у националном првенству (1959. и 1964. године), а године 1964. проглашен је и за најбољег шведског фудбалера (трофеј Guldbollen). За фудбалску репрезентацију у периоду 1960−1965. одиграо је 31 утакмицу и постигао један погодак. 
У неколико наврата се налазио и на списку националног банди тима али никада није заиграо на међународној сцени.
По окончању играчке каријере радио је као тренер у оба спорта.